# Колаутти, Пьерджорджо
Пьерджорджо Колаутти (итал. Piergiorgio Colautti, род. 16 октября 1934 в Риме, Италия) — современный итальянский художник и скульптор, который живет и работает в Риме. Он известен как основоположник своеобразного стиля живописи, который иногда называют «гиперфутуризм», в котором образные элементы скрываются под символами, отражающими холод современного технологического мира.

## Биография
Пьерджорджо (Пио Джорджо) Колаутти родился в семье скульптора. После начала Второй мировой войны он переехал в область Венеция, где стал посещать школу дизайна, а также работал и социализировался с величайшими венецианскими живописцами. Впервые его работы предстали перед публикой во время коллективных выставок в Порденоне, Венеции и Местре. Вскоре он принял участие в экспозициях, которые проходили в Анконе и Мачерате, куда он переехал в 1955. В 1958 Колаутти вернулся в Рим, где он стал посещать римскую школу декоративных искусств на Виа Сан Джакомо. В то же время, вместе с другими художниками, Колаутти представил свои работы на выставке Виа Маргутта.
В Риме его талант был признан Альберто Дзивери, который был его учителем и наставником в течение 5 лет. Именно Дзивери подтолкнул Пьерджорджо к идее персональной выставки. Его первая персональная выставка состоялась в 1958 году в художественной галерее «Ла Скалетта», в которой самые знаменитые художники «римской школы» сделали свой первый выход «в общество». Работы Колаутти выставлялись во Франции, США, Италии, Канаде, Германии, Великобритании и т. д.
Кроме рисования картин, Колаутти практикует создание фресок, настенных росписей, литографий и скульптур. Кроме того, вдохновляясь работами своего именитого деда, Артуро Колаутти, Пьерджорджо пробует себя в журналистике. Его статьи о суровости жизни профессионального художника до сих пор публикуются в «Инчучо», малобюджетной итальянской версии журнала «People». Кроме того, в 1982 году его стихи были опубликованы в сборнике стихов под названием «L’Altra Alternativa»
Его работы находятся во многих государственных и частных коллекциях в Италии и за рубежом.

## Выставки

### Персональные
- 1962: Академия Святого Луки — Рим
- 1963: Galleria comunale d’arte moderna e contemporanea — Рим
- 1964: Galleria Porfiri — Рим
- 1965, 1967, 1972: Galleria Secolo XIX — Рим
- 1966: Galleria La Scaletta — Рим
- 1968, 1971: Galleria Il Pozzo — Читта-ди-Кастелло
- 1969: Galleria Tritone al Nazareno — Рим
- 1970: Circolo di Cultura Popolare Monte Sacro — Рим
- 1971: Art Gallery «Ponte Sisto» — Рим
- 1973: Galleria d’arte «Il Trifalco» — Рим
- 1976: Expo New York — Нью-Йорк
- 1976, 1978: «Circolo Cittadino» — Альба-Адриатика
- 1978: «Expo Arte Bari» — Бари
- 1978: Palazzo Comunale San Remo — Сан-Ремо
- 1979: Galleria «Magazzeni» — Джулианова
- 1980: Fiera del Turismo di Stoccarda — Штутгарт, Германия
- 1980, 1982: Galleria «Lo Scanno» — Л’Акуила
- 1981: Galleria d’Arte Contemporanea «Studio C» — Рим
- 1983, 1984: Galleria «La Banana» — Мартинсикуро
- 1983: Galleria Palazzo Comunale Tortoreto — Торторето
- 1985: Galleria «Ghelfi» — Верона
- 1985: Galleria Sistina — Рим
- 1986: Galleria D’Urso — Рим
- 1987: Galleria Comunale Palazzo Esposizioni — Рим
- 1988: Personale Fiera di Roma — Рим
- 1988: Galleria Palazzo Valentini — Рим
- 1989: Castello Cinquecentesco — Л’Акуила
- 1990: Galleria d’Arte 28 — Рим
- 1991: Galleria Palazzo Camerale Allumiere — Аллюмьере, Рим (провинция)
- 1992: Associazione Friuli nel Mondo — Рим
- 1994: Galleria Palazzo Camerale Allumiere — Аллюмьере, Рим (провинция)
- 1995: Scuola Comunale Allumiere — Аллюмьере, Рим (провинция)
- 1995: Palazzo del Turismo Terminillo — Риети
- 1996: Palazzo Comunale Tortoreto Lido — Торторето

### Коллективные
- 1963: Galleria Sistina — Рим
- 1964: Mostra Nazionale d’Incisione — Кальяри
- 1964: Mostra Mercato Nazionale d’Arte Contemporanea — Рим
- 1964, 1965: Mostra Concorso Arti Figurative — Рим
- 1965: Exhibition of Fiesole — Фьезоле
- 1965: Exhibition of Puccini — Анкона
- 1965: Exhibition of Prato — Прато
- 1966: Exhibition of Pittori Romani — Ареццо
- 1966: Galleria D’Urso — Рим
- 1967: Exhibition of ACLI, Galleria Comunale — Рим
- 1967: Galleria Laurina — Рим
- 1967—1972: Permanente Galleria Scaligera — Монтекатини-Терме
- 1967—1972: Выставка в Читта-ди-Кастелло
- 1969: Выставка в Сальсомаджоре-Терме
- 1969: Выставка итальянских художников — Канада
- 1969: Выставка итальянских пейзажей — Нью-Йорк
- 1969: Collective Contemporary Painters — Авиньон, Париж, Марсель
- 1969: Biennale d’Arte Contemporanea — Монтеротондо
- 1971: Exhibition of Mario Sironi — Неаполь
- 1971: Collective Contemporary Painters — Fiera Milano — Милан
- 1971: Национальная выставка в Прато
- 1971: Национальная выставка в Каваццо-Карнико — Модена
- 1972: Exhibition «Natale oggi» — Рим
- 1972: Esposizione Internazionale Canina — Сан-Ремо
- 1972: Mostra firme celebri — Алассио
- 1972: Art Gallery «Ponte Sisto» — Рим
- 1972: Выставка в Кортина-д’Ампеццо
- 1972: Выставка в Ротаракт клубe — Лукка
- 1972: Exhibition of Grafica — Ареццо
- 1972: Выставка в Санта-Маргерита-Лигуре
- 1977: «Omaggio a San Francesco nel 750 anniversario della morte» — Ассизи
- 1977, 1978: «Festival nazionale d’Arte Grafica» — Салерно
- 1978: Premio «Siena» — Сиена
- 1978: VI Biennale d’Arte Palazzo Reale — Милан
- 1979: Mostra «Lazio 79» — Рим
- 1979: Mostra «Premio Spoleto» — Сполето
- 1979: Mostra «Premio Norcia» — Норча
- 1979: Premio «Unicef» — Galleria «Capricorno» — Рим
- 1979: «La donna nell’Arte» — Galleria «Capricorno» — Рим
- 1979: «Arte Giovane, Resistenza, Attualità» — Домодоссола
- 1980: «Arte e Ferrovia» — Болонья
- 1981, 1989, 1992: «Premio Salvi» — piccola Europa — Сассоферрато
- 1982: «Expo di Bari» — Бари
- 1982, 1985: «Expo Tevere» — Рим
- 1984: «Expo Arte» — Бари, Базель и Нью-Йорк
- 1983: «III Biennale d’Arte» — Специя
- 1984: «VI Biennale d Arte Palazzo Reale» — Милан
- 1985: «VII Biennale d’Arte» — Габрово, Болгария
- 1985: Premio Santià — Сантия
- 1985: Arte e Satira Politica — Габрово, Болгария
- 1986: Arte e Umorismo nell’Arte — Толентино
- 1987: «V Biennale d’Arte» — Специя
- 1988: Mostra Nazionale D’Arte Santià — Сантия
- 1990: Festival della Satira Politica — Габрово, Болгария
- 1991: XV Biennale Internazionale dell’Umorismo nell’Arte Tolentino — Толентино
- 1992: Triennale Internazionale Scultura Osaka — Осака, Япония
- 1993: Triennale Internazionale Pittura Osaka — Осака, Япония
- 1994: Galleria «Magazzeni» — Джулианова
- 1995: Galleria d’Arte Contemporanea «Studio C» — Рим
- Римская квадриеннале — Рим
- Mostra Nazionale Cavasso — Модена
- Mostra (Asta) Finarte — Милан

## Работы в музеях

### В Италии
- Omaggio a San Francesco nel 350 della pinacoteca di Assisi
- Museum Ebraico di Arte Contemporanea — Рим
- Museum Agostinelli — Acilia — Рим
- Museum Madonna del Divino Amore — Рим
- Pinacoteca dell’Antoniano — Болонья
- Alassio — Muretto degli artisti
- Pinacoteca Comune di Albano di Lucania — Потенца
- Museum della Resistenza di Domodossola — Новара
- Museum della Pinacoteca Comunale — Roseto degli Abruzzi — Терамо
- Museum della Pinacoteca Comunale di Giulianova — Терамо
- Pinacoteca del Comune di Tortoreto — Терамо
- Pinacoteca del Comune de L’Aquila — Л’Акуила
- Pinacoteca del Comune di Tolentino — Мачерата
- Pinacoteca del Comune di Rieti — Риети
- Pinacoteca di Arte contemporanea di Povoleto — Удине (провинция)

### За Рубежом
- Дом Юмора и Сатиры в Габрово — Болгария
- Bertrand Russel Foundation Art Gallery — Кембриджский университет (Великобритания)
- Музей народных традиций Буковины — Румыния
- Staatsgalerie Stuttgart — Германия

## Избранные награды
- 1963: Premio Targa D’Argento come fondatore del gruppo Gli Ellittici
- 1968: Award, Montecatini Terme
- 1969: Award and Gold Medal, Salsomaggiore Terme
- 1970: Mostra Collettiva, Parco dei Principi — Рим
- 1970: Gold Medal, Fiano Romano
- 1972: Silver Medal, P. Schweitzer — Модена
- 1973: Gold Medal, Comune di Cortina d’Ampezzo — Кортина-д’Ампеццо
- 2012: Premio Van Gogh, Accademia Delle Avanguardie Artistiche — Палермо

## Цитаты и комментарии критиков
- Gaetano Maria Bonifati[5][6][7]
- Maurizio Calvesi[8]
- Virgilio Guzzi[8][9]
- Stanislao Nievo[10][11]
- Mario Penelope[9][11][12]
- Guido Della Martora[5][12][13]
- Mario Monteverdi[5][11][12][13]
- Ugo Moretti[5][11][12][13]
- Gianni Gaspari (TG2)[9][13]
- Duilio Morosini[7][8]
- Sergio Massimo Greci[3][14]
- Mario Forti (GR3)[9]
- Anna Iozzino[15]
- C. Norelli[5][12][13]
- Augusto Giordano[9][13]
- De Roberti[5][12][13]
- Vittorio Adorno[9]
- Francesco Boneschi[9]
- Federico Menna[9][12]
- S. Di Dionisio[9]
- P.A. De Martino[9]
- Giulio Salierno[9][11]
- Elio Mercuri[8]
- Dario Micacchi[8]